# Hobbs Kessler
Hobbs Kessler (15 de marzo de 2003) es un deportista estadounidense que compite en atletismo, especialista en las carreras de mediofondo.
Ganó una medalla de bronce en el Campeonato Mundial de Atletismo en Pista Cubierta de 2024 y una medalla de oro en el Campeonato Mundial de Atletismo en Ruta de 2023, en la carrera de la milla. En esta última competición estableció una nueva plusmarca mundial en la distancia de la milla (3:56,13).

## Palmarés internacional
| Campeonato Mundial en Pista Cubierta | Campeonato Mundial en Pista Cubierta | Campeonato Mundial en Pista Cubierta | Campeonato Mundial en Pista Cubierta |
| Año                                  | Lugar                                | Medalla                              | Prueba                               |
| ------------------------------------ | ------------------------------------ | ------------------------------------ | ------------------------------------ |
| 2024                                 | Glasgow (Reino Unido)                | Medalla de bronce                    | 1500 m                               |
| Campeonato Mundial en Ruta           |                                      |                                      |                                      |
| Año                                  | Lugar                                | Medalla                              | Prueba                               |
| 2023                                 | Riga (Letonia)                       | Medalla de oro                       | Milla                                |